# Eugnathogobius oligactis
Eugnathogobius oligactis es una especie de pez de la familia de los Gobiidae en el orden de los Perciformes.

## Morfología
Los machos pueden llegar a alcanzar los 6 cm de longitud total.

## Alimentación
Come invertebrados. 

## Hábitat
Es un pez de clima tropical y demersal.

## Distribución geográfica
Se encuentran en Asia: la India.

## Observaciones
Es inofensivo para los humanos. 